# Erhard Bauer (Steinmetz)
Erhard Bauer, auch Eberhard Bauer von Aistel (Eichstadt, Aichstätt), (* vor 1463 in Eichstätt; † 1493 in Wunsiedel) war ein Steinmetz und Stadtbaumeister von Eger.
Erhard Bauer („Steinmetz von Aistel“) stand ab 1463 im Dienste der Stadt Eger. Er war ab 1472 wesentlich an der Errichtung der dreischiffigen Basilika St. Nikolaus in Eger beteiligt. 1476 berief ihn König Vladislav II. nach Prag, Erhard Bauer verblieb jedoch in Eger. 1489 bemühte sich der Rat der Stadt Leipzig Erhard Bauer für den Bau der Thomaskirche abzuwerben.

## Bauten
- ab 1472 – St. Nikolaus in Eger (Cheb)
- 1481 – Kirche in Salb[1]
- 1483 – Marktbrunnen in Eger[1]
- 1487 – Pfarrkirche in Elbogen (Loket)[3]
- 1490 – St. Michaelskirche in Engelshaus (Andělská Hora)[3]